# 나타사 얀직
나타사 얀직(Nataša Janjić, 1981년 11월 27일 ~ )은 크로아티아의 배우이다.
스플리트에서 태어났다.

## 영화
- 고란 (2016년)
- 유 캐리 미 (2015년)
- 트롤링 (2013년)
- 카니발 베저테리언 (2012년)
- 당나귀 (2009년) - 야스나 역
- 세인트 조지 슈츠 더 드래곤 (2009년)
- 아이 러브 유 (2005년)